# Route du Rhum 1978
Navigation
Édition suivante
La Route du Rhum 1978 est la première édition de l'épreuve. Le départ des trente-huit concurrents est donné le 5 novembre 1978 à Saint-Malo, sans distinction de classe des bateaux. La course est remportée par Mike Birch à bord de son trimaran Olympus Photo pour 98 secondes devant Michel Malinovsky à bord du monocoque Kriter V.
Cette course est marquée par la disparition d'Alain Colas et de son trimaran Manureva le 16 novembre au large des Açores, onze jours après le départ sans que l'on n'ait jamais retrouvé son corps ou son bateau.

## Contexte
L'origine de cette course transatlantique française en solitaire et sans escale vient de la volonté du syndicat des rhumiers de Guadeloupe d'organiser un évènement mettant en avant un produit de leurs îles, et du publiciste Michel Etevenon qui a pour ambition de promouvoir une compétition de sport nautique largement relayée par les médias grand public. De cette rencontre va naître « la transat de la Liberté » qui sera rapidement rebaptisée la Route du Rhum.
Cette première édition est ouverte à tous types de bateaux : les monocoques sont mêlés aux multicoques sans spécification de classement ou restriction de taille. Les amateurs peuvent s’affronter aux professionnels sur un même parcours.

## Course

### Déroulement de l'épreuve
Le départ est donné le 5 novembre 1978 à Saint-Malo direction Pointe-à-Pitre.
Trente-huit concurrents prennent le départ pour une traversée de 3 542 milles théoriques : 24 seront classés, 14 seront hors temps ou abandonneront.
Alain Colas et de son trimaran Manureva disparaissent le 16 novembre au large des Açores, onze jours après le départ sans que l'on n'ait jamais retrouvé son corps ou son bateau.

### Classement de la course
La course est remportée par Mike Birch à bord de son trimaran Olympus Photo pour 98 secondes devant Michel Malinovsky à bord du monocoque Kriter V.
La suprématie des multicoques face aux monocoques se confirme, avec un podium rappelant celui de la Transat anglaise en 1972, lorsque Alain Colas et son Manureva dépassaient Jean-Yves Terlain aux commandes du monocoque Vendredi 13 au milieu de l'océan Atlantique.
| Pos. | Skipper                 | Type                      | Nom du bateau     | Temps,                |
| ---- | ----------------------- | ------------------------- | ----------------- | --------------------- |
| 1    | Mike Birch              | Trimaran 11,5 m           | Olympus Photo     | 23 j 6 h 59 min 35 s  |
| 2    | Michel Malinovsky       | Monocoque 21 m            | Kriter V          | 23 j 7 h 1 min 13 s   |
| 3    | Philip S. Weld          | Trimaran 18 m             | Rogue Wave        | 23 j 15 h 51 min 32 s |
| 4    | Olivier de Kersauson    | Trimaran 23 m             | Kriter IV         | 24 j 6 h 27 min 20 s  |
| 5    | Joël Charpentier        | Goélette 19,3 m           | Wild Rocket       | 24 j 20 h 37 min 20 s |
| 6    | Jacques Timsit          | Monocoque 11,5 m (38')    | Arauna IV         | 26 j 5 h 9 min 25 s   |
| 7    | Philippe Poupon         | Monocoque 17,45 m         | Pen Duick III     | 26 j 12 h 52 min 22 s |
| 8    | Jean-Claude Parisis     | Monocoque 14,6 m          | Petrouchka        | 26 j 16 h 23 min 29 s |
| 9    | Guy Delage              | Monocoque 11,5 m (38')    | Salamandre        | 27 j 1 h 49 min 25 s  |
| 10   | Daniel Gilard           | Monocoque 12,75 m         | Via Assurances    | 27 j 21 h 17 min 10 s |
| 11   | Florence Arthaud        | Monocoque 11,5 m (38')    | X.Périmental      | 27 j 21 h 46 min 56 s |
| 12   | Joaquin Coello          | Monocoque 11,40m          | Gudrun IV         | 28 j 1 h 1 min 13 s   |
| 13   | Yves Olivaux            | Monocoque Gin Fizz 11,7m  | Quart-Kriter      | 28 j 5 h 2 min 59 s   |
| 14   | Klaus Schrodt           | Monocoque 16,4m           | Bestevaer         | 29 j 4 h 38 min 0 s   |
| 15   | Yann Nedellec           | Monocoque 13.30m          | Damnation         | 29 j 12 h 7 min 7 s   |
| 16   | Jean-Jacques Vuylsteker | Monocoque 11.25m (37')    | Jeremie III       | 29 j 14 h 29 min 40 s |
| 17   | Pierre Riboulet         | Monocoque 11,5 m (38')    | Mutuelles Unies   | 30 j 2 h 30 min 36 s  |
| 18   | Paolo Martinoni         | Trimaran 11,5 m           | Bluamnesya        | 30 j 4 h 36 min 15 s  |
| 19   | Yves Parent             | Monocoque 10.87m (36')    | Sainte-Marguerite | 30 j 12 h 29 min 45 s |
| 20   | Herman Brinks           | Monocoque 12 m            | Lady of Sailomat  | 31 j 17 h 30 min 51 s |
| 21   | Jean-Pierre Barrault    | Ketch Barbados 45 de 15 m | Barbados          | 31 j 19 h 27 min 45 s |
| 22   | Yves Le Cornec          | Trimaran 12 m             | Journal de Mickey | 31 j 21 h 30 min 0 s  |
| 23   | Aline Marchand          | Monocoque 11,5 m (38')    | Logo              | 33 j 8 h 30 min 0 s   |
| 24   | Jacques Palasset        | Monocoque                 | Champagne Delafon | 34 j 11 h 30 min 0 s  |
| -    | Piero Nessi             | Trimaran 12.50 m          | Fortuna Syntofil  | Hors-temps            |
| -    | Gwenhaël Lotode         | Monocoque                 | Pornichet Marine  | Hors-temps            |
| -    | Jean-Pierre Millet      | Trimaran 12,6 m           | Synthegral        | Hors-temps            |
| -    | Burg Veenemans          | Monocoque 14.48m          | Pytheas           | Hors-temps            |
| -    | Antoine Di Meglio       | Trimaran                  | Belor Avon        | Abandon               |
| -    | Yves Gautier            | Monocoque First 30 8,95 m | Tanikely          | Abandon               |
| -    | Yvon Fauconnier         | Monocoque trois-mât 39 m  | Lili-Aggie        | Abandon               |
| -    | Marc Pajot              | Catamaran 22,50m          | Paul Ricard       | Abandon               |
| -    | Alain Gliksman          | Trimaran 16 m             | Seiko             | Abandon               |
| -    | Bruno Peyron            | Ketch 14.50m              | Ville des Sables  | Abandon               |
| -    | Pierre Fehlmann         | Trimaran 24,25 m          | Disque d'Or II    | Abandon               |
| -    | Chay Blyth              | Trimaran 15,9 m           | Great Britain IV  | Abandon               |
| -    | Eugène Riguidel         | Trimaran 16 m             | VSD               | Abandon               |
| -    | Alain Colas             | Trimaran 20,8 m           | Manureva          | Disparu               |

### Vidéographie
- « Route du Rhum : arrivée Birch et Malinovsky » [vidéo], sur ina.fr, France Régions 3 (émission Le nouveau vendredi), 8 décembre 1978
- « La Route du Rhum : bilan de la première édition » [vidéo], sur ina.fr, TF1 Actualités 20 h, 10 décembre 1978